# ストックホルム国際青年科学セミナー
ストックホルム国際青年科学セミナー (英語: Stockholm International Youth Science Seminar）は、ノーベル財団が毎年ノーベル賞受賞行事にあわせて開催し、世界各国から選抜された若手科学者約25名が集まり、研究発表や交流を通じて相互啓発を図るプログラム。第一回セミナーは1976年に開催された。日本からは1987年以来、選抜された毎年2名の学生が日本代表として国際科学技術財団から若手科学者育成事業の一環として派遣されている。
各国代表者は、ノーベル賞受賞週間の約2週間スウェーデンに滞在し、ノーベル賞授賞式で行う自らの研究発表や、ノーベル賞受賞者の講演、受賞披露宴等のノーベル賞授賞式一連の行事に参加する。

## 参加国
2010年の参加国
- アメリカ合衆国
- イギリス
- スイス
- 日本
- ロシア
- 大韓民国
- オーストラリア
- 中華人民共和国
- デンマーク
- ハンガリー
- インド
- イスラエル
- メキシコ
- ノルウェー
- シンガポール
- 南アフリカ

## 日本代表
- 館野浩章 2000年
- 中根茂行 2000年
- 新井洋子 2001年
- 高橋昭如 2001年
- 芦田剛 2002年
- 宮村亜位子 2002年
- 池田和香子 2003年
- 折原芳波 2003年
- 橋本興人 2004年
- 荒古恵 2004年
- 赤井大介 2005年
- 熊谷杏子 2005年
- 堀内崇真 2006年
- カウルジニア 2006年
- 中田有貴 2007年
- 中尾宏規 2007年
- 萬井知康 2008年
- 松下麻衣 2008年
- 関口悠 2009年
- 吉川真由 2009年
- 片岡泰之 2010年
- 利根川玲奈 2010年
- 仲平依恵 2011年
- 田中顕 2011年
- 川井準也 2012年
- 小宅教文 2012年
- 鈴木智世 2013年
- 下英恵 2013年